# Lophoturus obscurus
Lophoturus obscurus är en mångfotingart som beskrevs av Broelemann 1931. Lophoturus obscurus ingår i släktet Lophoturus och familjen Lophoproctidae.

## Underarter
Arten delas in i följande underarter:
- L. o. catalai
- L. o. kurtchevae
- L. o. tongae